# Омнисексуальность
Омнисексуальность (лат. omni - все и sexus - пол)
— сексуальная ориентация, которая способствует испытывать романтическое и сексуальное влечение к людям всех биологических полов, гендеров и гендерной самоидентификации, но, в отличие от пансексуалов, омнисексуалы не являются «гендерно слепыми». 
Простыми словами, это люди, которые имеют романтическое и сексуальное влечение ко всем полам и гендерам, но имеют предпочтения.

Флаг гордости омнисексуалов

Омнисексуалы чувствуют разницу между полами, и их влечение к одному полу или гендеру может отличаться от влечения к другому. Также омнисексуалы могут предпочитать людей определённого пола или гендера, по-прежнему сохраняя влечение к другим.